# Stigmata (álbum de Arch Enemy)
Stigmata é o segundo álbum de estúdio da banda sueca Arch Enemy, lançado mundialmente em 5 de maio de 1998 pela Century Media Records. Foi formado pelos guitarristas Christopher Amott e Michael Amott, o baterista Daniel Erlandsson, o baixista Martin Bengtsson e o vocalista Johan Liiva.

## Faixas
| Stigmata — Edição padrão. |                         |         |  |
| N.º                       | Título                  | Duração |  |
| 1.                        | "Beast of Man"          | 3:41    |  |
| 2.                        | "Stigmata"              | 2:12    |  |
| 3.                        | "Sinister Mephisto"     | 5:45    |  |
| 4.                        | "Dark of the Sun"       | 7:01    |  |
| 5.                        | "Let the Killing Begin" | 5:18    |  |
| 6.                        | "Black Earth"           | 6:40    |  |
| 7.                        | "Hydra"                 | 0:57    |  |
| 8.                        | "Tears of the Dead"     | 5:56    |  |
| 9.                        | "Vox Stellarum"         | 2:09    |  |
| 10.                       | "Bridge of Destiny"     | 7:44    |  |
| Duração total:            | Duração total:          | 47:23   |  |

## Créditos
Os créditos seguintes foram adaptados do portal AllMusic.
- Johan Liiva – vocais
- Christopher Amott – compositor e guitarra
- Michael Amott – compositor e guitarra
- Martin Bengtsson – baixo
- Daniel Erlandsson – bateria
- Göran Finnberg – mixagem
- Fredrik Nordström – compositor, engenheiro, teclado, piano e produção

## Crítica profissional
Stigmata recebeu, em geral, análises mistas por parte dos críticos especializados, que o compararam com o álbum anterior da banda, Black Earth. Jason Anderson, do Allmusic, observou que "como muitas vezes acontece com sequências, Stigmata decepcionou alguns fãs com o que alguns chamaram de som mais contido e material inferior" e criticou o cantor Johan Liiva e a adição do baterista de sessão Peter Wildoer. No entanto, elogiou Michael Amott afirmando que "esses problemas são realmente pequenos quando equilibrados com a enorme execução e composição de Amott. Para Anderson, o álbum uma parcela da estreia da banda e ainda oferece um bom death metal melódico".
O contribuinte da Chronicles of Chaos, Paul Schwarz afirmou que, pela primeira vez, "Arch Enemy fez uma progressão interessante e um pouco inesperada", e complementou que a banda "não tirou características do pop ou mesmo do folk de suas canções e o que caracteriza a diferença entre os dois álbuns "pode ser resumido em três palavras: heavy metal clássico". Schwarz terminou sua análise descrevendo Stigmata como um ótimo álbum e uma das melhores direções que a banda poderia ter escolhido para seguir".
Os críticos Schwarz e EvilG mencionaram que o som de Stigmata se assemelha ao álbum Heartwork do Carcass. Schwarz comparou o álbum com Black Earth afirmou: "a faixa de abertura 'Beast of Man' começa com riffs estridentes e contrabaixo estrondoso, o que cria a falsa impressão de que a nova obra será muito mais parecida com Heartwork, do Carcass. No entanto, seguiu o caminho oposto - em termos de peso, não de qualidade -, e produziu um álbum que utiliza muito mais melodia, especialmente em seus refrões, do que Black Earth fez". EvilG, contribuinte do Metal Rules, afirmou: "a razão pela qual este CD é tão bom é que ele recapturou o som e a sensação de Heartwork e, ao mesmo tempo, incorporou mais melodia e até alguns sons de power metal".